# ماجراهای کریسمس ۲
ماجراهای کریسمس ۲ (به انگلیسی: The Christmas Chronicles 2) فیلمی محصول سال ۲۰۲۰ و به کارگردانی کریس کلمبوس است. در این فیلم بازیگرانی همچون کرت راسل، گلدی هان، داربی کمپ، کیمبرلی ویلیامز-پیزلی، جهزیر برونو، جولین دنیسون، تایریس گیبسون، جودا لوئیس، سانی سالجیک، دارلین لاو، مالکوم مک‌داول، پاتریک گلگر، کاری والگرن و دبی دری‌بری ایفای نقش کرده‌اند. این فیلم دنبله فیلم ماجراهای کریسمس است.